# Степень риска (фильм, 1995)
«Степень риска» (другое название: «Расплавленные») — гонконгский криминальный комедийный боевик режиссёра Вон Чина с участием Джета Ли и Джеки Чёна. Пародия на голливудский боевик «Крепкий орешек» (1988).

## Сюжет
Лэй Кит, член сапёрного отряда полиции Гонконга, отвечает на звонок около местной школы, где группа террористов под руководством Доктора взяла в заложники школьный автобус. Вскоре он узнаёт, что его жена и сын находятся в этом заминированном автобусе. Кит отправляет подчинённого, чтобы обезвредить бомбу, но, несмотря на усилия, бомба всё равно срабатывает, убивая всех заложников. После этого случая Кит оставляет работу в полиции и на протяжении нескольких лет работает дублёром для звезды боевиков Фрэнки Лоуна. Тем не менее, Хелен, репортёр таблоидов, снимает один из трюков Лоуна и раскрывает жульничество звезды. Она решает использовать это для повышения рейтинга своего шоу.
На банкете в честь фильма Лоуна отец Фрэнки и его менеджер приглашают Кита на ювелирную выставку в недавно открытый отель, но Доктор также намерен посетить мероприятие. В пробке Кит случайно подслушивает разговор Доктора, в котором тот использует ту же фразу, что и при подрыве школьного автобуса, и, осознав, кто говорит, следует за машиной до отеля, но затем Киту не удаётся убедить менеджера отеля в грядущей опасности. Только детектив Кам и дежурный сержант с близлежащего полицейского участка верят словам Кита.
Доктор и его люди захватывают здание, берут в заложники посетителей выставки и начинают бойню. Кит и Кам возвращаются в отель, где попадают в засаду, и детектив получает ранение. Фрэнки удаётся убежать, но сталкивается с Фэйфэй, прикидывающейся беспомощной девушкой в беде, приводя его прямо к своему партнёру, Сон Пхону. Выясняется, что Пхон одержим встречей с Фрэнки в бою. Кинозвезда сбегает после встречи с ним.
Кит и Кам избавились от нескольких захватчиков, когда выехали на машине из грузового лифта. Отец Фрэнки отнимает оружие у террориста и угрожает хакеру, пытающемуся дезактивировать систему безопасности на выставке. Кам воссоединяется со своей подругой Джойс. Кит пытается убить Доктора, когда тот насмехается над ним, но попытка идёт на пользу террористам. Кит, Хелен и отец Фрэнки едва успевают убежать.
Хелен бежит в комнату с выставкой ядовитых рептилий, убирает видеокассету под витрину и прячется в мужском туалете. Туда входит младший брат Доктора, Кролик, смотрит в зеркало и уходит, после чего бросает несколько змей в помещение с Хелен. Кит и Лоуны спасают девушку, но перед этим она получает укус змеи. Кит добывает противоядие и узнаёт, что Хелен успела заснять лицо Доктора.
Между тем Доктор предупреждает полицию, что если те не исполнят его требования, он каждые десять минут будет выкидывать по заложнику из окна отеля с менеджером Фрэнки в качестве первой жертвы. Кит отправляется за видеокассетой, но попадает в засаду Кролика, в результате убивает его. Кит едва забирает ленту перед тем, как этаж взрывают с помощью ручной гранаты. Полиция запрещает Киту вернуться в отель, поэтому он заставляет сержанта под прицелом позволить ему вернуться в отель на вертолёте. Лоуны натыкаются на Фэйфэй и Пхона в разгар спора, переросшего в драку. Отец и сын вступают в дело, не осознавая истинное лицо Фэйфэй до тех пор, пока она не берёт их под прицел. Пхон заставляет Фрэнки драться с ним. Фрэнки удаётся убить противника, а Кам устраняет девушку, когда та намеревается убить остальных.
Доктор перехватывает разговор полицейских и отправляет своих людей на засаду вертолёта. Хелен удаётся предупредить Кита, который на вертолёте влетает в этаж здания. В хаосе все убегают, а Доктор берёт в заложники Хелен и отводит на крышу. Кит находит Хелен с бомбой на теле в то время, как Доктор предоставляет выбор Киту — месть или спасение жизни любимого человека. Кит кидает нож, попадающий в плечо Доктора, и террорист сбегает. Кит видит ту же проводку, что была на бомбе школьного автобуса, но на этот раз успешно обезвреживает её. Через несколько секунд ему звонит Доктор. В разговоре Кит сообщает преступнику, что нож был смазан змеиным ядом с раны Хелен, и Доктор умирает в агонии.
Фрэнки решает использовать инцидент за основу своего нового фильма, при этом пригласив каждого за проявленный героизм. Кит, тем не менее, уходит с Хелен, которая выражает благодарность с желание выйти за него замуж.

## В ролях
| Актёр/актриса | Оригинальное имя персонажа | Имя персонажа на русском |
| Джет Ли       | 李傑                       | Лэй Кит                  |
| Джеки Чён     | 龍威 / Frankie Lone        | Лун Вай / Фрэнки Лоун    |
| Чингми Яу     | 樂慧貞 / Helen             | Лок Вайчин / Хелен       |
| Чарли Ён      | Joyce                      | Джойс                    |
| Суки Куань    | 李杰妻子                   | жена Лэй Кита            |
| Лэй Ликчхи    | 黎小田                     | Лай Сиутхинь             |
| Ян Цзунсянь   | 阿甘                       | Кам                      |
| Вон Сиу       | 醫生                       | Доктор                   |
| Валери Чау    | 菲菲                       | Фэйфэй                   |
| Бен Лам       | 兔子                       | Кролик                   |
| У Ма          | 龍威父親                   | отец Лун Вая             |
| Чарли Чхоу    | 龍威經理人                 | менеджер Лун Вая         |
| Билли Чау     | 喪邦                       | Сон Пхон                 |

## Реакция
Марк Моррисон (Heroic Cinema): 
Это больше, чем несколько оттенков «Крепкого орешка», с кунг-фу и ненужным вертолётом ради разнообразия. Чингми Яу исполняет роль репортёрши, которая твёрдо намерена разоблачить Фрэнки за его жульничество, а Чарли Ён — молодой надежды, попадающей на неправильную работу в неправильном отеле в неправильные выходные, но сумевшей спасти ситуацию с помощью своего мобильного телефона. Всё это и драки, которые вы ожидаете от фильма с Джетом Ли, суммируются в 101 минуту потрясающего развлечения.

Эндрю Хескинс (easternKicks.com): 
Вероятно, лучшая совместная работа Джета Ли с Чином.

Борис Хохлов (HKCinema.ru): 
... это плоский, глуповатый и во многом вторичный, но в то же время очень динамичный и, бесспорно, довольно забавный боевик.

Эндрю Сароч (Far East Films): 
Комедийный боевик, несомненно, во всей своей красе, когда Джету Ли дали главное место и позволили показать свои плавные телодвижения.

## Номинации
32-й кинофестиваль Golden Horse (1995)
| Категория                         | Лауреат           | Результат |
| --------------------------------- | ----------------- | --------- |
| Лучшая мужская роль второго плана | Джеки Чён         | Номинация |
| Лучшая хореография боевых сцен    | Кори Юнь, Юнь Так | Номинация |